# 悅海華庭
悅海華庭（英語：Marina Habitat），是香港房屋協會的一個「夾心階層住屋計劃」屋苑，由周余石建築師事務所以海洋為概念而設計，設計靈感源自遠洋帆船，外牆襯上海洋自然色彩，配合港島南區的漁港風情。在香港香港仔鴨脷洲大街對出的填海地上，鄰近香港仔避風塘。屋苑在1998年入伙，有三座樓高41至43層的住宅樓宇，每層有A-H 8個單位，三座共992個單位，建築面積約559至803平方呎，最大單位為A和H。

## 屋苑資料

### 樓宇
所有住宅大廈及停車場設施，由有利集團興建，在1995年12月動工。
| 樓宇名稱 | 樓宇類型         | 落成年份 | 建築師             |
| -------- | ---------------- | -------- | ------------------ |
| 第1座    | 夾心階層住屋計劃 | 1998年   | 周余石建築師事務所 |
| 第2座    | 夾心階層住屋計劃 | 1998年   | 周余石建築師事務所 |
| 第3座    | 夾心階層住屋計劃 | 1998年   | 周余石建築師事務所 |